# Dolichopeza (Nesopeza) capitella
Dolichopeza (Nesopeza) capitella is een tweevleugelige uit de familie langpootmuggen (Tipulidae). De soort komt voor in het Oriëntaals gebied.